# Station Dorohusk
Station Dorohusk is een spoorwegstation in de Poolse plaats Dorohusk.